# 29 novembre 1929
Le vendredi 29 novembre 1929 est le 333e jour de l'année 1929.

## Naissances
- Carlo Peroni (mort le 13 décembre 2011), dessinateur italien
- David Nickson, homme d'affaires britannique
- Giancarlo Vitali (mort le 25 juillet 2018), peintre et graveur italien (1929-2018)
- Jean-Marie Daillet, personnalité politique française
- Oriano Quilici (mort le 3 novembre 1998), diplomate italien
- Pierre Okley (mort le 26 octobre 2007), affichiste français
- Virgílio de Lemos (mort le 6 décembre 2013), journaliste et poète mozambicain
- Xaver Unsinn (mort le 4 janvier 2012), joueur de hockey sur glace puis entraîneur allemand
- Yerker Andersson (mort le 18 juillet 2016), militant sourd suédois

## Décès
- Philippe Roger Gombaud de Séréville (né le 5 septembre 1854), général de brigade français
- Rosalvo Bobo (né en 1874), homme politique haïtien

## Événements
- Création du musée Rodin
- Création de la municipalité indonésienne General Luna
- Sortie du film Le Danseur inconnu